# أنوبس نانا
أنوبس نانا (باللاتينية: Anubias barteri var. nana) ،نبات مائي يصل طوله لحوالي 20 سم وينمو ببطء ويحتاج ماء يسر، ويفضل درجة حرارة الماء 22-28 درجة مئوية .